# A Natural Mistake
A Natural Mistake est un film muet sorti le 17 décembre 1914 aux États-Unis. Il est réalisé par Dell Henderson et écrit par Florence Lee.

## Distribution
- Florence Lee
- Madge Kirby
- Dave Morris
- Walter V. Coyle